# 46-та окрема бригада оперативного призначення (РФ)
46-та окрема бригада оперативного призначення (46 ОБрОП, в/ч 3025) — тактичне з'єднання Військ національної гвардії, раніше Внутрішніх військ МВС Росії, сформоване 1 листопада 2000 на базі одного з батальйонів 101-ї особливої бригади оперативного призначення.  Пункт постійної дислокації — м. Грозний (Чечня).

## Історія
На колегії МВС у лютому 2000 року відповідно до Указу Президента Росії було ухвалено рішення про створення 46-ї окремої бригади оперативного призначення ВВ. На підставі наказу Міністра внутрішніх справ РФ № 22, директиви головнокомандувача внутрішніми військами МВС Росії, у складі Північно-Кавказького округу внутрішніх військ на території Чеченської Республіки на постійній основі приступили до формування окремої бригади оперативного призначення, що дислокується в м. Грозному.
Формування бригади відбувалося період із липня по жовтень 2000 з урахуванням військових частин Північно-Кавказького, Приволзького, Московського, Сибірського і Східного округів внутрішніх військ МВС Росії.
Бригада активно залучалася до каральних операцій проти повстанців. За період виконання службово-бойових завдань понад 600 військовослужбовців з'єднання нагороджено державними нагородами.
У 2006 році у складі бригади було сформовано ще два спеціальні моторизовані батальйони, які отримали умовні найменування «Сєвєр» і «Юг», укомлектовані виключно місцевими жителями. У червні 2009 командир 248-го окремого батальйону полковник Алімбек Делімханов удостоєний звання Героя Росії.
У 2009 році на базі одного з оперативних батальйонів було створено 34-й загін спеціального призначення.
Наприкінці 2009 року також на базі одного з батальйонів оперативного призначення у станиці Наурській було сформовано артилерійський полк, на початку 2010 року закінчено його бойове злагодження, введено в дію.
28 грудня 2009 року відбулася урочиста церемонія вручення Бойового прапора нового зразка 46 окремій бригаді оперативного призначення внутрішніх військ МВС Росії.
Бригада приймає активну участь у повномасштабному російському вторгненні в Україну.
141-й спеціальний моторизований полк був задіяний у боях за аеропорт "Антонов" під містом Гостомель. 26 лютого 2022 року з'явилася інформація про ліквідацію командира полку Магомеда Тушаєва, проте пізніше вона була спростована. Полк брав участь у боях за Попасну.
96-й полк Оперативного призначення бився на Запорізькому напрямку. 
94-й полк оперативного призначення брав участь у боях на часівярському напрямку в районі села Андріївка Бахмутського району у липні 2024 року.

### Військові злочини
Військовослужбовці 141-го спеціального моторизованого полку брали участь у масових вбивствах цивільного населення в місті Буча.
Стосовно командира 249-го окремого спеціального моторизованого батальйону "Південь" Хусейна Межидова, Служба безпеки України висунула звинувачення в захопленні та утриманні в заручниках майже 200 мирних жителів Гостомелю.

### Критика
Підрозділи бригади відрізняються масовою пропагандою своїх дій, показними відео тощо, які поширює сам Рамзан Кадиров. Через це загони кадировців отримали іронічно-зневажливе прізвисько «тікток-війська». Наприклад Ігор Гіркін звинувачув чеченські підрозділи Росгвардії у піарі на захопленні міста Попасна. За його словами, всупереч заявам глави Чечні, кадирівці не мають відношення до захоплення цього населеного пункту.

## Структура
- управління, в/ч 3025 (м. Грозний):
- 94-й полк оперативного призначення, в/ч 6779 (м. Урус-Мартан)
- 96-й полк оперативного призначення, в/ч 6780 (м. Гудермес)
- 141-й спеціальний моторизований полк імені Героя Російської Федерації А. А. Кадирова, в/ч 4156 (м. Грозний)
- 147-й полк, в/ч 6778 (м. Грозний)
- 140-й артилерійський полк, в/ч 3761 (ст. Наурська)
- 249-й окремий спеціальний моторизований батальйон "Південь", в/ч 4157 (с. Ведено)
- 358-й окремий батальйон оперативного призначення, в/ч 6776 (ст. Червленна)
- 424-й окремий батальйон ВНГ РФ, в/ч 2671 (НП Ханкала)
- 353-й окремий батальйон зв'язку, в/ч 6784 (аер. Грозний)
- 354-й окремий інженерно-саперний батальйон, в/ч 6785 (аер. Грозний)
- 355-й окремий ремонтно-відновлювальний батальйон, в/ч 6786 (аер. Грозний)
- 357-й окремий медичний батальйон, в/ч 6788 (аер. Грозний)
- 356-й окремий батальйон матеріального забезпечення, в/ч 6787 (аер. Грозний)
- 34-й загін спеціального призначення, в/ч 6775 (колишній 351 батальйон оперативного призначення).